# Nicolaas Wicart

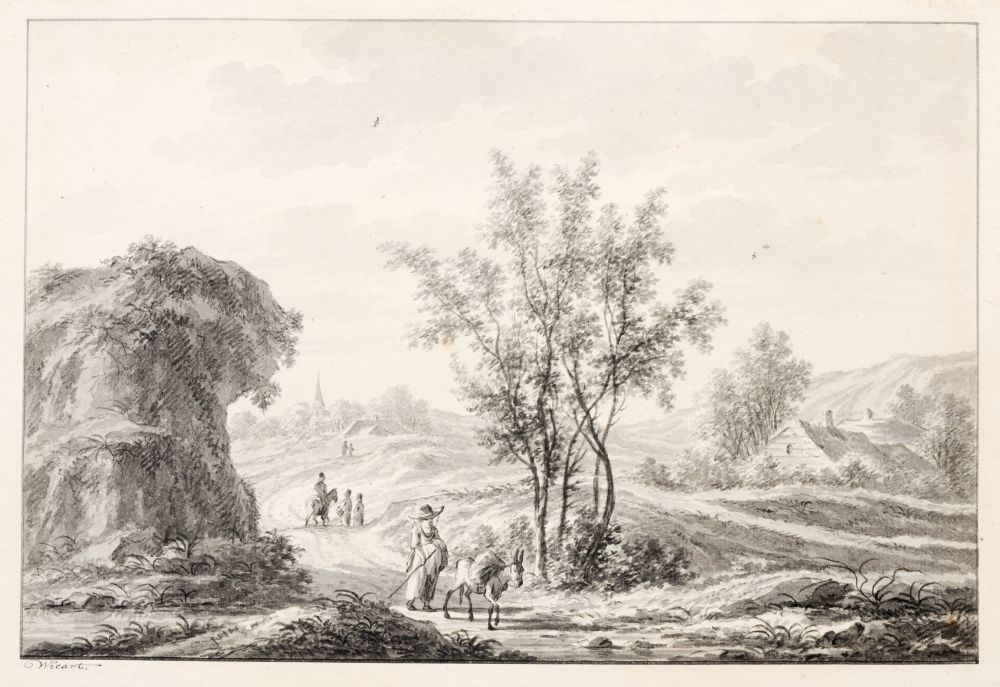
Landscape with travellers

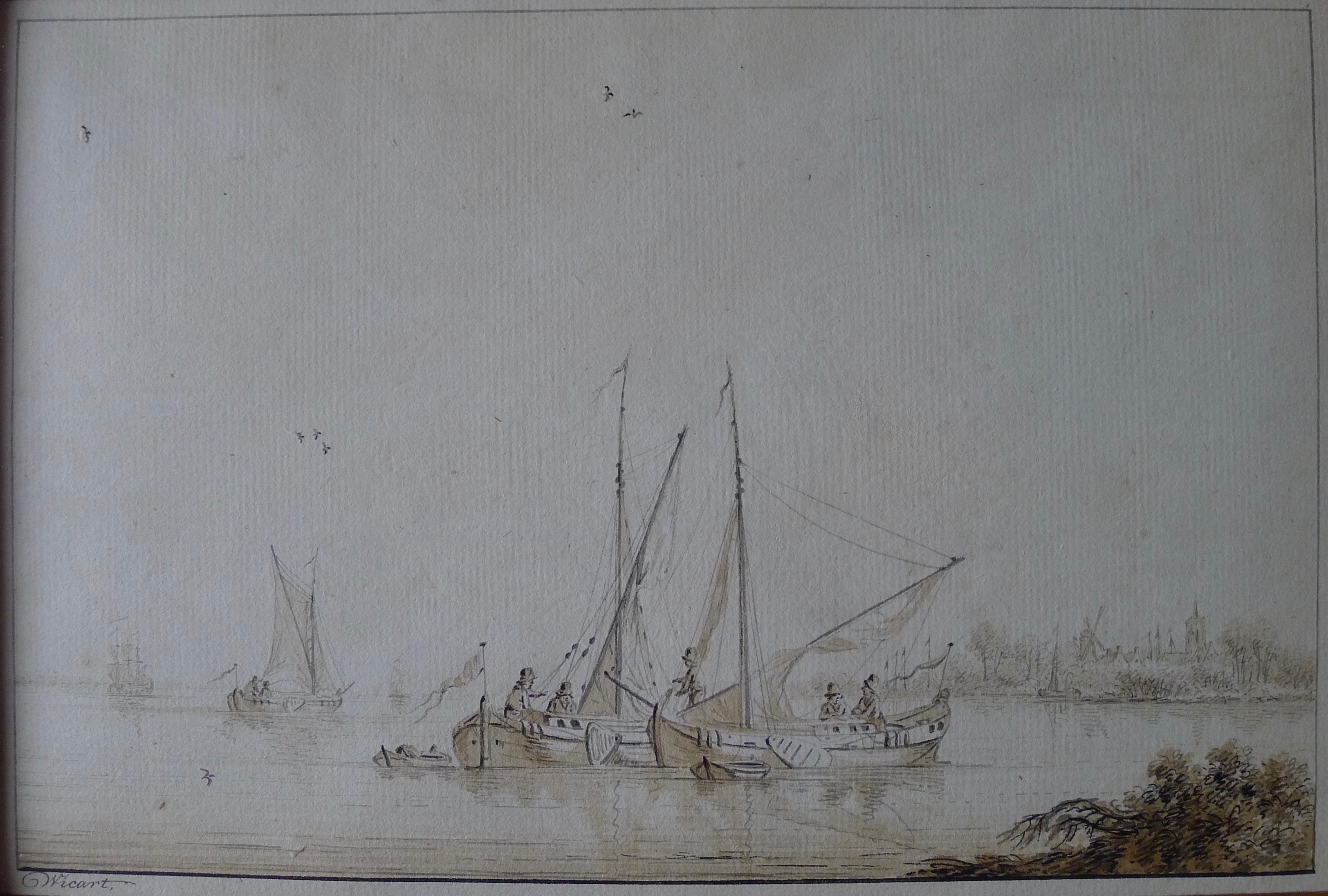
Wicart, boten op een rivier

Nicolaas Wicart, ook Nicolaes Wicart, (Utrecht, 4 maart 1748 – aldaar, 5 november 1815) was een Nederlands kunstschilder en tekenaar.

## Leven en werk
Wicart werd in 1748 te Utrecht geboren als zoon van Andries Wicart en Anna Christina Meijbergh. Zijn werkzame periode als kunstenaar was van 1768 tot 1815.
Hij verwierf voornamelijk bekendheid door zijn grote aantallen aquarellen en grisailles van pastorale landschappen in onder meer de provincies Zuid-Holland, Gelderland, Noord-Brabant en Utrecht. Topografisch was hij niet altijd even nauwkeurig, ook als hij (met zwarte pen) op de achterkant het blad van een dorpsnaam voorzag. Hij had een voorliefde voor rivierlandschappen met stoffering en vaak een boom op de voorgrond als repoussoir.
Hij maakte ook ontwerpen van behangsels. Van 1774 tot 1784 werkte Wicart als porseleinschilder voor de Manufactuur Oud-Loosdrecht van ds. Joannes de Mol te Oud-Loosdrecht.
Wicart was getrouwd met Johanna Margrieta Geerling. Hij overleed in 1815 in zijn geboorteplaats.

## Trivia
- Via het programma Verborgen verleden kwam Philip Freriks erachter dat Nicolaas Wicart een directe voorouder van hem is.